# Manuel Tomás Franco
Manuel Tomás Franco (Galicia, ¿? - La Paz, 1790) fue un militar español que incendió el pueblo de Viacha y defendió la ciudad de La Paz durante la rebelión indígena de Túpac Katari en 1781.

## Biografía
Manuel Tomás Franco Andrade nació en la región de Galicia, hijo de Manuel Franco y de María Andrade. Siguió la carrera militar y llegó a la ciudad de La Paz como capitán de milicias en 1770, fue alcalde de la Santa Hermandad en 1773 y ascendió a coronel en 1774.
El 24 de enero de 1776, Franco y otros coroneles españoles como Protasio Armentia protagonizaron un altercado dentro de la catedral de la ciudad de La Paz. Aquella fecha, como cada año, se celebraba la advocación a Nuestra Señora de La Paz y en un sector de la catedral estaban reservados los sitios para los miembros del Cabildo. Los coroneles españoles ocuparon estos sitios reservados aduciendo que les correspondían dichos lugares por ser españoles, mientras que los miembros del Cabildo eran criollos en su mayoría. Tras largas discusiones los coroneles españoles fueron expulsados de la catedral pero éstos continuaron protestando en la plaza principal, cuando acabó la ceremonia y los miembros del Cabildo salían de la catedral fueron insultados por los coroneles españoles. Según los testigos del momento, Franco gritó "La suela de mi zapato es mejor que todos los del Cabildo. Pardos, cholos, hijos de puta". El incidente provocó que el Cabildo presentara una acusación contra estos coroneles ante el virrey pero no hubo mayores consecuencias, se trataba de un incidente más entre españoles y criollos.
En 1780 Franco estaba a cargo de las tropas de la ciudad que permanecieron acuarteladas desde el 17 de diciembre y en enero de 1781 el nuevo comandante Sebastián de Segurola le encargó la fundición de cañones y la construcción de fortificaciones al rededor de La Paz. Desde finales de 1780 se temía que la ciudad fuese atacada por indígenas rebeldes que se encontraban por toda la región.
El 5 de marzo de 1781 llegó a la ciudad el sacerdote Antonio Durán, éste informó que huía de Viacha donde la mayoría de los pobladores se habían rebelado. El sacerdote había encomendado a los pobladores que todavía se mantenían fieles a la corona refugiarse en la iglesia mientras él iba por ayuda, el comandante Segurola encargó al coronel Franco controlar la situación en Viacha.
Franco preparó a un regimiento que llegó a contar 600 hombres entre granaderos, escopeteros, lanceros y caballería. Salieron el 9 de marzo por la noche y llegaron a Viacha al día siguiente, el coronel Franco se decidió a atacar inmediatamente y asaltó las viviendas sin dar tiempo a los pobladores de organizar una defensa. Todas las casas fueron saqueadas e incendiadas, más de 300 indígenas fueron asesinados mientras trataban de defenderse del ataque español. No se perdonó la vida de mujeres y niños.
Por la tarde del 10 de marzo solo quedaban vivos 50 indígenas que se habían refugiado en la iglesia con la ayuda del justicia mayor Manuel Inocente Villegas y del capitán Pedro Parra, todos juraron lealtad al rey de España. Se le informó a Franco que todavía existía un grupo de rebeldes indígenas en una hacienda cercana, pero el coronel creyó que estos se alejarían viendo el pueblo quemado y decidió no perseguirlos, el regimiento volvió a La Paz y se encontró en el camino con el regimiento de Ignacio Pinedo y Montúfar que iba camino a Laja para derrotar otro movimiento rebelde, varios de los soldados de Franco se unieron a esta campaña. La mayoría de los indígenas que se salvaron de la masacre en Viacha se unieron a la rebelión y fueron muy pocos los que se refugiaron en La Paz a los pocos días.
El 14 de marzo las fuerzas indígenas de Túpac Katari cercaron a la ciudad de La Paz y comenzaron una serie de ataques para destruirla, uno de estos ataques se produjo el 23 de marzo cuando un grupo de rebeldes logró quemar varias casas en el barrio de San Sebastián y se atrevieron a llegar hasta las murallas de la ciudad. Franco salió a enfrentarlos con varios granaderos, caballería, 4 cañones de pedrero y algunos ciudadanos voluntarios como Francisco Tadeo Díez de Medina, el ataque consiguió que los indígenas se retirasen pero no logró romper el cerco.
El 26 de marzo el comandante Segurola ordenó atacar a los rebeldes del valle de Poto Poto, Franco salió con 600 hombres y su ataque fue tan sorpresivo que logró expulsar a los indígenas al otro lado del río Orckojahuira. Franco ordenó a sus hombres cruzar el río y tomar el campamento enemigo pero sus tropas se encontraron enfangadas al intentar cruzar, los indígenas se dieron cuenta de esto y atacaron a los soldados. Franco tuvo que retirarse dentro de las murallas de la ciudad, 30 soldados murieron asesinados a palos, entre ellos 6 granaderos, y se perdieron varios caballos, 25 fusiles y 4 cañones de pedrero. Esta derrota le costó a Franco varios reproches de ciudadanos que dejaron de confiar en su mando militar, pero él continuó como uno de los coroneles más allegados a Segurola.
El 5 de abril un nuevo ataque indígena se acercó a la ciudad, se le confió a Franco la defensa del barrio de San Sebastián y salió de las murallas con un grupo bien armado, logró desbandar a los rebeldes matando a 30 de ellos y esta vez no perdió hombres. 
Un grupo indígena atacó desde el amanecer el barrio de San Francisco el 11 de abril, iban dirigidos por un aimara desconocido que vestía con capa, peluca y tricornio imitando a los nobles españoles. Varios voluntarios como el barbero Matías Salazar o el capitán de indios Simón Núñez lograron rechazar el ataque y los rebeldes se refugiaron en la casa abandonada de la familia Garicano. El comandante Segurola se hizo presente con un grupo de soldados para apresar a los que se encontraban dentro de la casa, mientras tanto el coronel Franco atacó a los indígenas que iban al rescate de sus compañeros rodeados. Al ver que los rebeldes encerrados en la casa no se rendían, los españoles decidieron incendiar el edificio logrando que salieran 53 indígenas que rogaron por sus vidas y cayeron prisioneros mientras otros 141 indígenas prefirieron morir quemados dentro de la casa antes que rendirse, el aimara que estaba vestido de español saltó desde una ventana del segundo piso y cayó al fuego que se extendía en el primer piso muriendo casi de inmediato. Por la tarde Franco y Segurola defendieron otro ataque indígena en el barrio de San Sebastián logrando acabar con 300 indígenas.
La tarde del 7 de mayo los indígenas del barrio de San Pedro se ubicaron en el barrio de Santa Bárbara y se acercaron a las murallas, Franco salió de la ciudad con 600 soldados y rechazó el ataque rebelde, esta vez decidió no perseguirlos al otro lado del río.
El 15 de mayo se recibió una carta del mestizo Mariano Murillo y del fraile Matías Borda, ambos sirviendo de espías en el campamento de Túpac Katari, mencionaron que ese día tratarían de matar al líder indígena. En caso de lograrlo harían sonar un cañón dos veces, siendo esta la señal para que los españoles ataquen el campamento de La Ceja y acaben con los rebeldes. Segurola ordenó a Franco salir con 400 soldados y estar atento a la señal, pero el cañón nunca se escuchó, en cambio 600 indígenas atacaron por el barrio de San Francisco y Franco tuvo que retroceder dentro de las murallas.
El bombardeo de cañones de parte de los indígenas hacía muy difícil transitar por las calles de la ciudad el 5 de junio, por la tarde se enlistaron 100 voluntarios que debían servir bajo el mando del coronel Franco y del marqués de Feria. El día 14 de junio, fiesta de Corpus Christi, el bombardeo indígena continuaba por lo que se tuvo que cancelar la procesión religiosa, por la tarde salieron el coronel Franco y el voluntario inglés Carlos Rogers al barrio de Santa Bárbara para tratar de capturar dos de los cañones que los indígenas tenían en el sector. Los indígenas se vieron sorprendidos y tuvieron que retroceder pero antes de perder los cañones prefirieron lanzarlos por un precipicio y dejarlos inutilizados.
Ignacio Flores llegó a liberar la ciudad el 30 de junio de 1781, los indígenas tuvieron que retirarse ante la llegada de 4000 hombres bien armados. Los siguientes días se encargó a las tropas expulsar a los indígenas de los valles cercanos a la ciudad, el 10 de julio los indígenas del valle de Poto Poto se rinden ante las tropas de Franco. 
Flores no se quedó mucho tiempo y partió los primeros días de agosto, pronto los rebeldes de Túpac Katari volvieron a cercar la ciudad reforzados por la ente de Andrés Túpac Amaru. 
Las tropas de la ciudad volvieron a repeler los ataques indígenas en varias ocasiones. El 8 de octubre cientos de indígenas se acercaron a las murallas y pedían la cabeza del comandante Segurola, salió a enfrentarlos el coronel Franco que los hizo retroceder pero no logró evitar que los rebeldes vuelvan con nuevos bombardeos.
El 19 de octubre José de Reseguín llegó a liberar la ciudad con 7000 hombres, para noviembre lograría derrotar la rebelión indígena y arrestar al caudillo Túpac Katari. En los siguientes meses Franco se encargó de pacificar los pueblos de Mecapaca y Palca, luego fue enviado a la provincia de Yungas donde continuó luchando contra los rebeldes hasta febrero de 1782.
Luego de la derrota de la rebelión indígena, Franco continuó como coronel de las tropas de la ciudad de La Paz hasta que falleció el 24 de mayo de 1790.

## Descendencia
Manuel Tomás Franco se casó en la ciudad de La Paz en 1770 con María Josefa Villavicencio, vivieron en una casona cercana a la Iglesia del Carmen y tuvieron la siguiente descendencia:
- María Paula, nació el 14 de enero de 1771 y falleció el 6 de septiembre de ese año.
- Pedro Rafael, nacido el 23 de octubre de 1774.
- María de la Paz, nacida el 23 de enero de 1777. Se casó con Ramón Medina Loayza el 24 de enero de 1812 en Caracato, quedó viuda y se casó con Hipólito del Valle en 1817, tuvieron una hija de nombre María Josefa.
- María del Carmen, nacida el 13 de julio de 1779.
- José Eugenio Gregorio, nació el 6 de septiembre de 1780 y murió el 30 de septiembre del mismo año.
- Felipe, nacido el 29 de julio de 1783.
- María Juana Antonia, nacida el 12 de junio de 1786.